# Fatherland (1994)
Fatherland is een Amerikaanse film uit 1994 van regisseur Christopher Menaul.

## Verhaal
Wat zou er gebeurd zijn als Hitler de Tweede Wereldoorlog had gewonnen?
Het is 1964. Twintig jaar nadat de Duitsers de geallieerden verslagen hebben in Normandië zijn nazi-Duitsland en de Verenigde Staten van plan hun diplomatieke relaties te herstellen. Terwijl de hele wereld toekijkt bij dit historische moment, onderzoekt SS-detective Xavier March een serie politieke moorden. De Gestapo wil dit onderzoek dwarsbomen, maar March is vastbesloten door te zetten.

## Rolbezetting
| Acteur             | Personage                            |
| ------------------ | ------------------------------------ |
| Rutger Hauer       | SS-officier Xavier March             |
| Miranda Richardson | Reporter Charlie Maguire             |
| Peter Vaughan      | SS-officier Artur Nebe               |
| Michael Kitchen    | SS-officier Max Jäger                |
| Jean Marsh         | Anna von Hagen                       |
| John Woodvine      | Franz Luther                         |
| John Shrapnel      | SS-officier Odile 'Globus' Globocnik |
| Rory Jennings      | Pili March, Xaviers zoon             |
| Rudolf Fleischer   | Adolf Hitler                         |
| Jan Kohout         | President Joseph Kennedy             |
| Petronella Barker  | Helga Schröter                       |
| Sarah Berger       | Leni Kalder                          |

## Boek
Deze film is gebaseerd op het boek Vaderland door Robert Harris.